# Ла-Касса
Ла-Касса (італ. La Cassa, п'єм. La Cassa) — муніципалітет в Італії, у регіоні П'ємонт,  метрополійне місто Турин.
Ла-Касса розташована на відстані близько 550 км на північний захід від Рима, 20 км на північний захід від Турина.
Населення — 1813 осіб (2014).
Щорічний фестиваль відбувається 10 серпня. Покровитель — Святий Лаврентій.

## Демографія
Населення за роками:

Станом на 1 січня 2023 року в муніципалітеті офіційно проживало 55 іноземців з 13 країн, серед них 33 громадяни країн Євросоюзу та 2 громадяни України.

## Сусідні муніципалітети
- Друенто
- Ф'яно
- Дживолетто
- Сан-Джилліо
- Варизелла